# Monotonija pri delu
Monotonija je stanje zmanjšane dejavnosti zaradi enoličnega, ponavljajočega ter rutinskega dela. Takšno delo navadno ne ponuja kreativnosti in izzivov ter povzroča stanje duševne toposti, ki ga sprememba prekine. Do monotonije pri delu običajno pride v sredini delovnega dne, prav takrat, ko je delovni  učinek visok . Splošno znano je, da gre za negativni dejavniki, ki lahko škodljivo vpliva na moralo, učinkovitost in kakovost dela. Raziskave kažejo, da  40% delavcev poroča o monotoniji pri delu, lažje pa jo prenašajo introvertirani ljudje.  Podobno je z dolgočasjem, ki se velikokrat povezuje z monotonijo, bodisi kot posledica, bodisi kot samostojen dejavnik. Razlika med njo in utrujenostjo pa je v tem, da po monotoniji ni potreben počitek  .  
Probleme monotonije je treba proučevati tudi s stališča strukture osebnosti, lastnosti in zanimanja zaposlenega za vrsto dela, ki ga opravlja. Vsi delavci pri istem delu ne bodo doživljali monotonije. Priporoča se zamenjava delovnih nalog med delovnim dnevom in sistematsko menjavanje delovnih mest, da zaposleni vsaj deloma spozna vse delovne operacije. Z organiziranjem krajših odmorov med delom prav tako vplivamo na zmanjšanje delovne monotonije. Koristi tudi uvajanje glasbe med delom, saj je delo tedaj zanimivejše in lažje. Glasba preprečuje monotonijo pri enostavnih delih, ki se ponavljajo, pri sestavljenih pa je škodljiva, saj tako delo zahteva višjo raven koncentracije oziroma pazljivosti. Monotonijo preženemo oziroma preprečimo, če poglobimo motivacijo za delo z izobraževalnimi, kulturno – zabavnimi in političnimi dejavnostmi, z vključevanjem delavcev v organizacijo in kontrolo proizvodnje, razvijanjem iniciative, ipd. Razvijanje splošnega psihološkega vzdušnja in sistema nagrajevanja po učinku ima prav tako pozitiven učinek na preganjanje utrujenosti .

## Kaj povzroča monotonijo?
•	Poslabšajo jo vsa sredstva, ki utrujajo ali uspavajo - polmrak, samota, enolična okolica, ozko polje pozornosti, brnenje, šumenje ter nezanimivo delo. Prav tako jo povzroča izolacija ter pomanjkanje socialnih stikov in komunikacije. Sem uvrščamo še število delovnih nalog. V kolikor je le-teh preveč potem nastopi monotonija, čeprav so te naloge lahko zanimive ter raznolike.
•	Vsebina dela - če le-ta ni jasno določena ali pa se ves čas spreminja  .
•	Navodila za delo - v kolikor niso jasno opredeljena. Navodila za delo so del standardov, ki veljajo v delovnem okolju. Pogosto se dogaja, da se nekatera navodila za delo opuščajo zaradi časovne zahtevnosti. Ljudje poenostavijo in predvsem v rutinskih situacijah začno opuščati delo po postopkih. Posledično povzroči to večjo verjetnost nezgod in napak.
•	Delovni čas - če je le-ta predolg. V osnovnem organizacijskem modelu mora biti delovni čas opredeljen. Neformalna podaljševanja delovnega časa in slabo načrtovana vnaprejšnja razporeditev delovnega časa lahko povzročijo občutke preobremenjenosti ter tako zmanjšajo motiviranost.

## Posledice monotonije
•	Fiziološki znaki: so podobni stanju pred spanjem; zmanjšan tonus, sprememba srčnega utripa, možganski valovi
•	Frustracija v smislu negativnih občutij
•	Večje število napak pri delu
•	Dolgčas
•	Utrujenost: zaradi zasičenosti nastopi po monotonem delu
•	Znižanje delovnega učinka na sredini delovnega časa
•	Stres

## Odpravljanje monotonije
•	Odpravljamo jo s stimulirajočimi snovmi in opravljanjem dela, ki zahteva pozornost na več stvari. Preprečujemo jo z usmerjanjem ljudi skladno z njihovimi karakternimi potezami, širjenjem pozornosti ter nižanjem temperature.
•	Oblikovanje delovnih nalog - s preoblikovanjem ali obogatitvijo dela in delovnih nalog se lahko izboljša tako motivacija kot učinkovitost zaposlenega pri delu ter se zmanjšata monotonija in stres. Ukrepe za oblikovanje delovnih nalog sprejmemo na podlagi analize dela in po pogovoru z zaposlenimi, ki delo opravljajo. Spremembe, ki lahko povečajo motivacijo pri zaposlenih in tako zmanjšajo monotonijo, pa tudi stres, vključujejo raznovrstnost dela, horizontalno razporejanje odgovornosti, vertikalno obremenitev in delno avtonomnost.
•	Raznovrstnost dela - zaposleni opravljajo različna, vendar podobna dela. S tem zagotovimo pestrost in zmanjšamo monotonost pri delu. Kroženje in priložnosti deliti si nalogo zagotavljata, da ni nihče izpostavljen višji stopnji stresa na daljši rok.
•	Horizontalno razporejanje nalog - dodamo nove naloge in s tem povečamo raznolikost in mnogovrstnost dela. Za organizacije, ki ne zagotavljajo napredovanja, metoda širjenja nalog omogoča večjo raznovrstnost in izzive pri delu, še posebej za starejše zaposlene, ki so dosegli vrh kariere.
•	Vertikalna obremenitev pomeni - zaposlenim dodelimo dodatne odgovornosti za sprejemanje odločitev pri delu. To vpliva na povečanje avtonomnosti in večjo odgovornost pri delu.
•	Vključevanje zaposlenih v dejavnosti gibanja/ rekreacije  in igre, tj. odvisno od odprtosti nadrejenih za takšne ideje .
•	Oživitev ter obnovitev lastnih interesov - interes je ključnega pomena za prekinitev monotonije. Interes lahko oživimo s tem, ko se resno ter zavzeto vključimo v delo – ter ignoriramo misli, ki nas odvračajo od dela in naše delo prikazujejo kot monotono.
•	Povečanje lastne vključenosti/aktivnosti/sodelovanja - zaposleni naj opravljajo stvari, ki so povezane z njihovim delom sami in naj ga ne prenašajo na druge. Večja aktivnost ter vključenost pri delu posledično omogočata večjo ritmičnost pri delu ter občutek večje povezanosti pri delu.
•	Interakcija -  zaposleni naj na delovnem mestu govorijo in se posvetujejo z različnimi ljudmi pri njihovem delu oziroma v poslu, za odkrivanje novih idej ter načinov.
•	Raziskovanje - zaposleni naj veliko raziskujejo o novih razmerah na njihovem izbranem interesnem področju in te izsledke uporabijo kot korist pri nihovem delu, lahko s pomočjo udeležbe na seminarjih ali pa na poslovnih potovanjih. Zaželeno je vključevanje v projekte, ki zaposlene zanimajo in so skladni z njihovimi interesi.
•	Prilagoditev lastnega načina razmišljanja - zaposleni naj pomislijo na pozitivne vidike dela ter jih skušajo ponotranjiti.
•	Razdelitev lastnega dela v obvadljive sekcije oziroma enote - na tak način delo tako poteka hitreje, poleg tega pa se razbije monotonija, zmanjša pa se tudi število napak.
•	Kratki odmori na vsako uro ali uro in pol – zaposleni naj se malo razgibajo ali popijejo kozarec vode.
•	Poslušanje glasbe, ki motivira zaposlene - vendar je pri tem vseeno potrebno upoštevati  nekaj dejstev: glasba preprečuje monotonijo pri enostavnih delih, ki se ponavljajo, pri sestavljenih pa je škodljiva, saj tako delo zahteva višjo raven koncentracije oziroma pazljivosti. Ritem glasbe mora biti vsaj delno v skladu s tempom osnovnih delovnih gibov. Priporoča se le občasno, kajti stalna glasba lahko draži in utruja. Optimalno trajanje glasbe je med deset in dvajset minut, tri do štirikrat dnevno, in sicer neposredno preden pade delovni učinek .